# رأی‌ها را بشمارید
رأی‌ها را بشمارید (انگلیسی: Count the Votes) یک فیلم کمدی صامت کوتاه به کارگردانی هال روچ است که در سال ۱۹۱۹ منتشر شد.

## بازیگران
- هارولد لوید
- اسناب پالرد
- ببه دنیلز
- سمی بروکس
- لایج کانلی
- گاس لئونارد
- ماری موسکینی
- فرد سی. نیومیر
- فرانک دانیلز
- چارلز استیونسون
- نوآ یانگ